# IC 4824
IC 4824 је галаксија у сазвјежђу Паун која се налази на листи објеката дубоког неба у Индекс каталогу.
Деклинација објекта је - 62° 5' 19" а ректасцензија 19h 13m 14,1s. Привидна величина (магнитуда) објекта IC 4824 износи 16,2 а фотографска магнитуда 16,8. Налази се на удаљености од 11,8 милиона парсека од Сунца. IC 4824 је још познат и под ознакама ESO 141-33, AM 1908-621, Pos of w knot, PGC 62918.